# Rbb 88.8

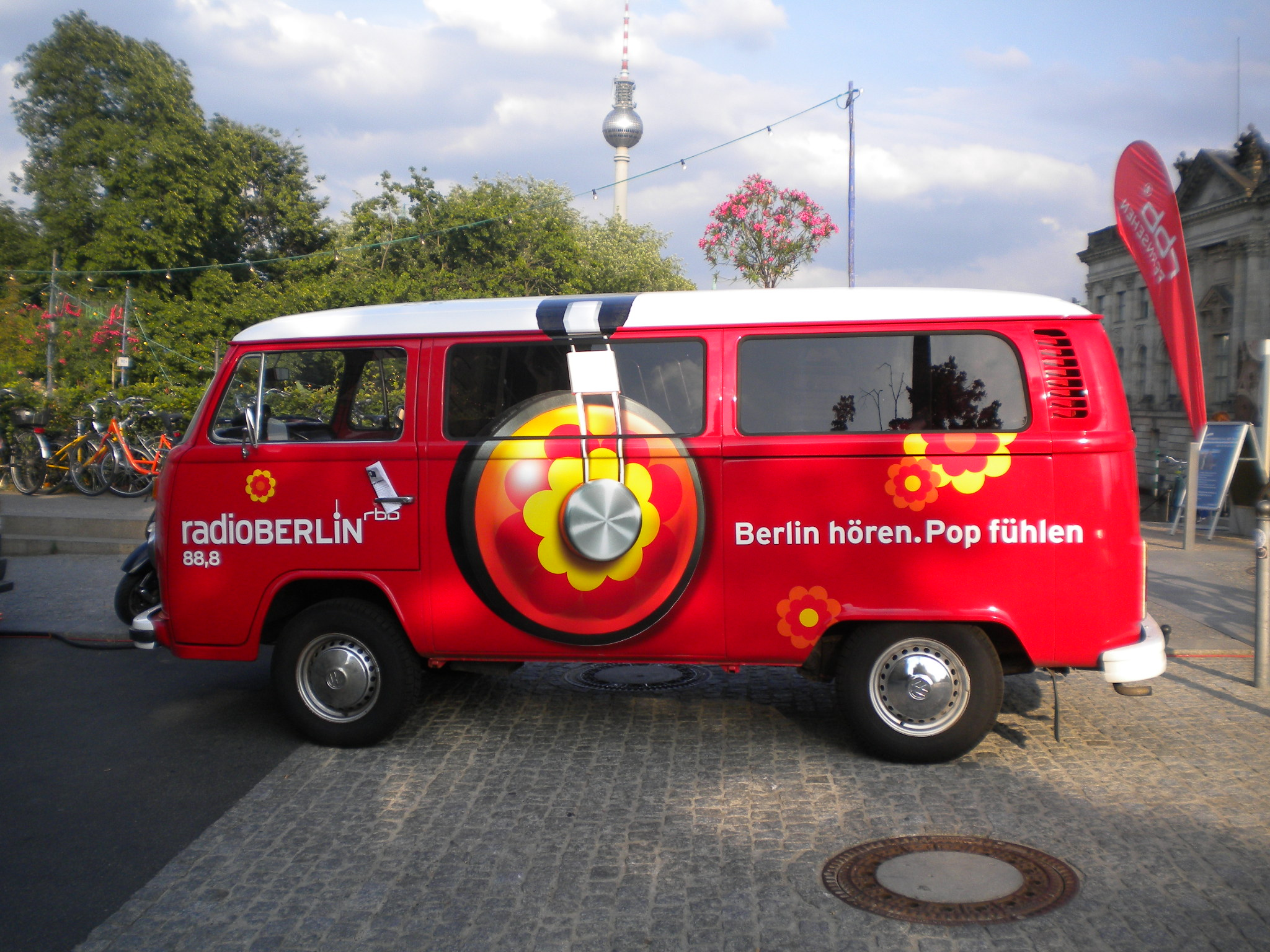
Im Corporate Design des Senders lackiertes Fahrzeug, 2010

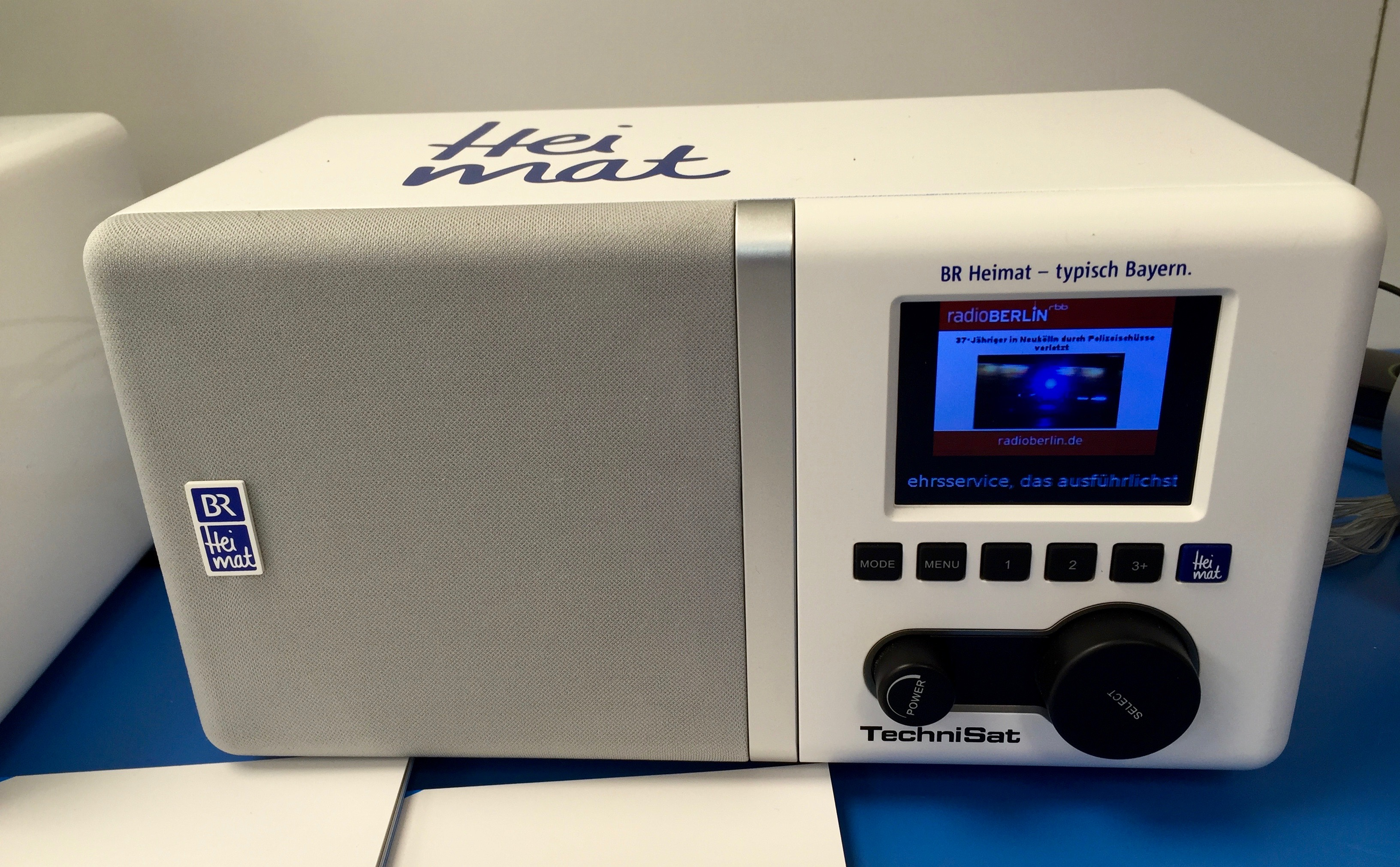
radioBERLIN auf DAB+

rbb 88.8 ist das Landesradioprogramm des rbb für Berlin. Redaktionsleiterin ist Momo Faltlhauser, Gesamtverantwortliche für das Programm ist Karen Schmied. Zu empfangen ist rbb 88.8 auf der UKW-Frequenz 88,8 MHz in Berlin und Teilen von Brandenburg sowie im Berliner Kabelnetz auf 94,90 MHz und im Digitalradio DAB+. Seit August 2021 ist rbb 88.8 auch live im rbb Fernsehen zu sehen. Immer Montag bis Freitag von 6 bis 8 Uhr läuft die Sendung Guten Morgen Berlin mit Tim Koschwitz und Lydia Mikiforow im Visual Radio, Radio mit Bild. Während der Moderationen und Nachrichten gehen die Studiocams an, ansonsten sieht man über Webcams an vielen zentralen Orten, wie Berlin erwacht.

## Geschichte
Der Sender ging aus dem Programm SFB 1 des Sender Freies Berlin hervor, das seit dem 1. Juni 1954 existierte. Ab 1. Januar 1992 war der SFB die öffentlich-rechtliche Rundfunkanstalt für ganz Berlin und nicht mehr nur von West-Berlin. SFB 1 wurde umbenannt in Berlin 88,8 und später in 88 Acht.
Nach der Fusion von SFB und ORB zum RBB im Mai 2003 blieb der Sender mit seinem regionalen Programm für die Stadt Berlin erhalten und wurde am 7. November 2005 im Rahmen eines Relaunchs in Radio Berlin 88,8 umbenannt und hat wiederum seit dem 4. Februar 2019 seinen heutigen Namen rbb 88.8. Der aktuelle Slogan lautet: „80er, 90er, 100 % Berlin“. Das Programm wird in Berlin im Haus des Rundfunks produziert. Ein eigenes Programm wird zwischen 5 und 24 Uhr gestaltet, in der übrigen Zeit wird das ARD-Gemeinschaftsprogramm ARD-Popnacht, produziert von SWR3, übernommen. Seit März 2010 wird der Livestream auch als MP3-Stream angeboten. Von September 2013 bis Ende März 2014 sendete Radio Berlin 88.8 einzelne Sendungen aus einem Studio im Boulevard Berlin in Steglitz.

## Auszeichnungen
Im Jahr 2015 wurde radioBERLIN 88,8 in der Kategorie „Beste Programmaktion“ ein Deutscher Radiopreis für eine ganz besondere Konzertaktion verliehen. Sie haben aus einer U-Bahn eine Bühne für Panikrocker Udo Lindenberg gemacht und den Song Sonderzug nach Pankow wahr werden lassen. Laudator Atze Schröder überreichte die Auszeichnung.

Letztes Senderlogo unter der Führung des SFB.
Erstes Logo unter rbb-Führung.
Logo von Radio Berlin 88,8 bis zum 3. Februar 2019

| Montag–Freitag | Sendung | Moderation                         | 0Samstag0 | Sendung                    | 0Sonntag0 | Sendung             |
| -------------- | --- | ---------------------------------- | --------- | -------------------------- | --------- | ------------------- |
| 05–10 Uhr      | Guten Morgen Berlin | Tim Koschwitz und Lydia Mikiforow  | 06–10 Uhr | Guten Morgen Berlin        | 06–10 Uhr | Guten Morgen Berlin |
| 10–13 Uhr      | rbb 88.8 mit… | Anke Friedrich / Nadine Kallenbach | 10–15 Uhr | Unser Wochenende in Berlin | 10–13 Uhr | Die 80er 90er Show  |
| 13–17 Uhr      | rbb 88.8 mit… | Alexander Schurig                  | 15–17 Uhr | Die Experten               | 13–17 Uhr | rbb 88.8 mit…       |
| 17–19 Uhr      | rbb 88.8 mit… | Ingo Hoppe                         | 17–19 Uhr | Hey Music                  | 17–19 Uhr | 100 % Promi         |
| 19–22 Uhr      | Montag: 100 % 90er Dienstag: 100 % 80er Mittwoch: 100 % Made in Germany Donnerstag: 100 % Rock Freitag: 100 % Feier-Abend |                                    | 19–22 Uhr | 100 % Abtanzen             | 19–22 Uhr | 100 % 80er und 90er |

## Mitarbeiter
Moderatoren
Tim Koschwitz, Lydia Mikiforow, Anke Friedrich, Alex Schurig, Nadine Kallenbach, Ingo Hoppe, Doreen Herbe, Heiner Knapp, Carolin Kuhn, Andreas Vick, Tina Padberg, Robert Köhler.
Nachrichtensprecher
Andreas Marschner, Ricardo Westphal, Swetlana Oheim, Michael Ernst, Natascha Gutschmidt, Peter Klinke.
Sprecher der Verkehrsnachrichten
Sven Blümel, Matthias Kerckhoff.